# Banjar (Licin)
Banjar is een bestuurslaag in het regentschap Banyuwangi van de provincie Oost-Java, Indonesië. Banjar telt 2416 inwoners (volkstelling 2010).